# Benedict Wong
 (juin 2024).
Si vous disposez d'ouvrages ou d'articles de référence ou si vous connaissez des sites web de qualité traitant du thème abordé ici, merci de compléter l'article en donnant les références utiles à sa vérifiabilité et en les liant à la section « Notes et références ».
Pour les articles homonymes, voir Wong.
Benedict Wong est un acteur britannique né le 3 juillet 1971 à Eccles, Salford. Sa carrière a commencé sur la scène avant qu'il obtienne un rôle dans le film Dirty Pretty Things (2003) — qui lui a valu une nomination pour un British Independent Film Awards —  et un rôle dans la sitcom 15 Storeys High (2002 - 2004). Après ces rôles en sont venus d'autre, notamment dans les films Une belle journée (On a Clear Day) (2005), Sunshine (2007), Grow Your Own (2007) et Moon (2009), ainsi que dans la série de la CBBC, Spirit Warriors (2010).
La réputation de Wong a continué à grandir dans les années 2010 grâce à des rôles comme Kublai Khan dans la série Netflix Marco Polo (2014 - 2016), Bruce Ng dans le film Seul sur Mars (2015), et particulièrement le personnage de Wong, dans certains des films de l'univers cinématographique Marvel, à commencer par Doctor Strange (2016). Depuis, il a aussi joué dans la série Deadly Class (2019). Sa performance dans le film Nine Days (en français Neuf Jours) (2020) lui a valu une nomination aux Film Independent's Spirit Awards.

## Biographie
Benedict Wong naît à Eccles, une ville de la cité de Salford (au Nord-Ouest de l'Angleterre), le 3 juillet 1971. Ses parents sont des immigrants Hong-Kongais qui ont traversé l'Irlande avant de s'établir finalement en Angleterre. Il est d'ailleurs supporter d'une des équipes locales, Manchester United.
En 2013, au moment alors qu'il s'apprête à jouer pour la première fois sur les planches des théâtres du West End londonien, il s'exprime notamment sur sa frustration de n'obtenir que des rôles de personnages chinois très (trop) clichés. Il est cité dans l' Independent disant : "Cette année, c'est l'année des activistes politiques. Je suis la personne à appeler pour être mis dans des cubes et me faire torture. [...] C'est dur, parce qu'évidemment, les gens vont te caractériser en tant qu'acteur britannique d'Asie de l'Est. Et moi, je viens juste de Salford ; c'est là que je suis né.
Il est élevé à Salford et a étudié à l'université de la ville de Salford (aussi connu sous le nom de Pendleton Sixth Form College), dans laquelle il a suivi un cursus de deux ans centré sur les arts du spectacle.
Il connait une forte renommée mondiale en 2016 grâce au rôle de Wong dans le film Doctor Strange, 14e film de l'univers cinématographique Marvel. Par la suite, il devient un visage récurrent de la franchise, apparaissant dans  Avengers: Infinity War (2018), Avengers: Endgame (2019), Shang-Chi et la Légende des Dix Anneaux (2021), What If...? (2021), Spider-Man: No Way Home (2021) et Doctor Strange in the Multiverse of Madness (2022),.
En 2017, il prête sa voix au personnage d'Alex Yu dans le jeu vidéo Prey  d'Arkane Studios.

## Filmographie

### Cinéma
- 2001 : Spy Game : Jeu d'espions de Tony Scott : Tran
- 2002 : Dirty Pretty Things de Stephen Frears
- 2005 : Une belle journée de Gaby Dellal : Chan
- 2007 : Sunshine de Danny Boyle : Trey
- 2008 : Largo Winch de Jérôme Salle : William Kwan
- 2009 : Moon de Duncan Jones : Thompson
- 2010 : Shanghai de Mikael Håfström : Juso Kita
- 2011 : The Lady de Luc Besson : Karma Phuntsho
- 2011 : Johnny English, le retour de Oliver Parker : Chi Han Ly
- 2012 : Prometheus de Ridley Scott : Ravel
- 2013 : Crazy Joe de Steven Knight : Monsieur Choy
- 2013 : Kick-Ass 2 de Jeff Wadlow : Jimmy Kim
- 2015 : Seul sur Mars de Ridley Scott : Bruce Ng
- 2016 : Doctor Strange de Scott Derrickson : Wong
- 2018 : Avengers: Infinity War d'Anthony et Joe Russo : Wong
- 2018 : Annihilation d'Alex Garland : Lomax
- 2019 : Avengers: Endgame d'Anthony et Joe Russo : Wong
- 2019 : Gemini Man d'Ang Lee : Baron
- 2019 : La Belle et le Clochard (Lady and the Tramp) de Charlie Bean : Bull (voix)
- 2019 : The Personal History of David Copperfield d'Armando Iannucci
- 2021 : Raya et le Dernier Dragon : Tong (voix)
- 2021 : Shang-Chi et la Légende des Dix Anneaux (Shang-Chi and the Legend of the Ten Rings) de Destin Daniel Cretton : Wong
- 2021 : Spider-Man: No Way Home de Jon Watts : Wong
- 2022 : Doctor Strange in the Multiverse of Madness de Sam Raimi : Wong
- 2025 : Évanouis (Weapons) de Zach Cregger : Andrew Marcus
- 2026 : The Dog Stars de Ridley Scott

### Télévision
- 2010 : The IT Crowd, épisode The Final Countdown (4.2)
- 2011-2013 : Top Boy : Vincent
- 2013 : The Wrong Mans : Mr Lau
- 2014 : Marco Polo : Kubilai Khan
- 2016 : Black Mirror, épisode Haine virtuelle (3.6)
- 2018 : Deadly Class : professeur Lin
- 2019 : Dark Crystal : Le Temps de la résistance :  SkekVar, le général (voix)
- 2020 : What We Do in the Shadows (série télévisée) : Wallace le Nécromancien (2.2, 10.5)
- 2021 : What If...? : Wong (épisode 4)
- 2022 : She-Hulk (série TV) : Wong
- 2024 : Le problème à 3 corps : Inspecteur Da Shi

### Jeux vidéo
- 2017 : Prey : Alex Yu

## Voix francophones
Jusqu'en 2016, Benedict Wong n'a pas eu de voix régulière en version française. Si Xavier Béja lui prête sa voix dans The Lady et The Wrong Mans, il est doublé à titre exceptionnel par Nessym Guetat dans State of Play : Jeux de pouvoir, Loïc Houdré dans Une belle journée, Régis Lang dans Sunshine, Luc Boulad dans Prometheus, Robert Guilmard dans Marco Polo et Christophe Lemoine dans Seul sur Mars.
À partir du film Doctor Strange, Enrique Carballido devient sa voix régulière, le reprenant dans le reste de l'univers cinématographique Marvel et Gemini Man. Il est remplacé par Paul Borne dans Annihilation et Le Problème à trois corps.